# ディスタービア (映画)
『ディスタービア』（原題：Disturbia）は、2007年にアメリカで製作されたサスペンス映画。D・J・カルーソ監督、シャイア・ラブーフ主演作品。アメリカでは3週連続で1位を獲得するという大ヒットを記録した。クレジットされていないが、スティーヴン・スピルバーグが製作総指揮として参加しており、D・J・カルーソーを監督に推薦した。

## ストーリー
主人公ケイルは父親を交通事故で亡くしたショックから自暴自棄になってしまい、ある日学校で教師の一人を殴ってしまう。その罪を問われた彼は、3ヶ月間の自宅軟禁処分を裁判所から言い渡される。足首に監視システムを付けられ、自宅から出ることができなくなった彼は、暇つぶしに近隣住民への覗きを始める。隣の家に越してきたアシュリーや親友のロニーを誘って、覗きに没頭していたある日、裏手に住んでいるターナーが行方不明事件の容疑者ではないかという疑いを持つ。

## キャスト
※括弧内は日本語吹替
- ケール - シャイア・ラブーフ（林勇）

父親を交通事故で死なせてしまう。この事故が切っ掛けで素行不良になり教師や母親からも呆れられている。
- アシュリー - サラ・ローマー（甲斐田裕子）

最近引っ越してきた少女。スタイルの良い美少女で水着姿はケールとロニーの目をひいた。
- ロニー - アーロン・ヨー（武藤正史）

ケールの親友。ターナーの家宅捜査をさせられるなど貧乏くじを引かされやすい。
- ロバート・ターナー - デヴィッド・モース（内田直哉）

ケールの隣人。1日2回の芝刈りをしている。
- ジュリー - キャリー＝アン・モス（深見梨加）

ケールの母。怠惰な生活をする息子に敢えて厳しすぎる態度をとる。
- ダニエル - マット・クレイヴン（木下浩之）

ケールの父。交通事故で亡くなる。
- パーカー - ヴィオラ・デイヴィス（上村典子）

刑事。素行不良を起こしたケールを担当する。
- グティエレス - ホセ・パブロ・カンティーロ（英語版）

警官。
- その他の日本語吹替：勝田晶子／木村雅史／浦山迅／大西健晴／櫛田泰道／星野充昭／伊藤亜矢子／杉山大／清水みか／小宮山絵理／岬凛／安齋龍太／MAI
- 日本語版制作スタッフ
演出：佐々木由香、翻訳：竹本浩子、制作：東北新社

## スタッフ
- 監督: D・J・カルーソー
- 脚本: クリストファー・B・ランドン、カール・エルスワース
- 原案: クリストファー・B・ランドン
- 製作: ジョー・メジャック、E・ベネット・ウォルシュ、ジャッキー・マーカス
- 製作総指揮: アイヴァン・ライトマン、トム・ポロック
- 撮影監督: ロジェ・ストファーズ
- 美術: トム・サウスウェル
- 編集: ジム・ペイジ
- 音楽: ジェフ・ザネリ
- 衣装: マリー＝シルヴィ・デヴォー
- 音楽監修: ジェニファー・ホークス
- キャスティング: デボラ・アキラ、メアリー・トリシア・ウッド

## その他
- 題名は「disturb」（妨げる） と「suburbia」（郊外）から。
- 2008年9月、本作はアルフレッド・ヒッチコックの『裏窓』の盗作であるとして、同作の原作の著作権を所有する団体が本作を製作したドリームワークスらを訴えている[2]。2010年に判決が下され、「類似点はあるが、著作権侵害にはあたらない」とされた[3] 。『裏窓』も元々はウィリアム・アイリッシュの同名短編小説が原作である。